# 多発性骨髄腫
多発性骨髄腫（たはつせいこつずいしゅ、英語: Multiple Myeloma、略称:MM）は、形質細胞腫瘍の一種であり、その中では最も患者数の多い難治性血液腫瘍である。
多発性骨髄腫は全悪性腫瘍の約1%、血液疾患全体の約10%を占める疾患である。発症者のほとんどが40歳以上と高齢者に多い疾患であり、高齢化に伴い患者数が増加していくと予想されている。1997年以降に化学療法に変革が起き、その結果として生存率は改善している。多発性骨髄腫を含む形質細胞性腫瘍の前段階として意義不明の単クローン性免疫グロブリン血症（以後MGUSと記載）がある。また、症状がない段階としてくすぶり型骨髄腫（以後SMMと記載）が定義されており、症状のある段階は症候性骨髄腫と呼んで区別している。多発性骨髄腫ではMGUSからSMMを経て症候性骨髄腫に至ると考えられており、治療は症候性骨髄腫になってから始められる。

## 原因・発生メカニズム
多発性骨髄腫は胚中心で発生すると考えられている。胚中心は免疫グロブリンの体細胞超変異およびクラススイッチが起きる場所であり、変異が起こりやすい。
多発性骨髄腫の発症の初期段階としては、14番染色体長腕（14q）を含む染色体転座と高2倍体が知られている。染色体転座は患者全体の約40%、高2倍体は約50%、両方発生しているのが約10%だという。14qには免疫グロブリンH鎖（IgH）遺伝子があり、転座によってIgHエンハンサーの近くに移動したがん原遺伝子が恒常的に過剰発現して腫瘍化すると考えられている。高2倍体では、奇数番染色体（3,5,7,9,11,15,19,21）のトリソミーが確認されている。トリソミーが腫瘍化を引き起こすメカニズムとして、クロモスリプシス（染色体破砕）が関与している可能性が示唆されている。

### リスク因子
加齢、男性、黒色人種、多発性骨髄腫の家族歴は発症率を高めるリスク因子であることが確認されている。移民の比較で有意差がみられなかったことから環境因子の影響は小さいと考えられている。職業関連では、農業、消防士、理容師、業務中の化学薬品（特にベンゼン）と農薬への曝露もリスクが高くなることが報告された。生活因子ではタバコやアルコールは発症率と無関係だと言われているが、過体重や肥満はリスク因子だという。しかしタバコ副流煙に含まれるベンゼンなどの物質はリスク因子となる。
放射線被曝がMGUSまたはMMの発生リスクと関係があるかどうかについても研究されている。長崎大学が原子爆弾被爆者を対象にしたMGUS研究によれば、被爆時の年齢20歳以上では被曝線量と有病率に関連性はみられなかったが、被爆時に若年であると被曝線量が多いほどMGUSの有病率が上昇するという結果になった。一方、エルドラドのウラン鉱山労働者を対象にした研究では、ガンマ線曝露量は多発性骨髄腫の発生リスクを上昇させないという結論が出た。また、アメリカ合衆国の原子力施設4つの作業者を対象にした研究では、45歳以上の中高年の群では50ミリシーベルト以上で多発性骨髄腫の発生率が有意に増加することが確認された。日本赤十字センターの鈴木憲史は、日本の労災認定基準50ミリシーベルトはこの米国での研究結果を踏まえて定められたものだと推測している。

## 疫学
日本とイギリスの統計データでは50歳以上で高齢になるほど罹患率が高くなることが確認されており、一般的に高齢者に多い疾患だと考えられている。また、MGUS患者は一般集団に比べて多発性骨髄腫や関連疾患になりやすいとの報告もある。ミネソタ州のクリニック のMGUS患者を対象にした研究では、MGUS患者が多発性骨髄腫や関連疾患になる確率は1年間あたり1%であり、一般集団の7.3倍の確率だった。また、血清M蛋白の初期濃度と種類も多発性骨髄腫への進行リスクに関係しており、IgM型とIgA型のM蛋白はIgG型に比べて進行リスクが高く、血清M蛋白の初期濃度が高いほど多発性骨髄腫への進行する割合は上昇する。

## 病態
骨髄で形質細胞(plasma cell)が腫瘍性に増加することにより、モノクローナルな異常γグロブリン（M蛋白）を産生し、これにより総蛋白の上昇がおこり、赤沈促進が進み、過粘稠症候群を起こす場合もある。
腫瘍化した形質細胞が破骨細胞を活性化し骨芽細胞を抑制することで溶骨性変化が起こり，骨痛や病的骨折・高カルシウム血症も伴う。また正常造血も抑制され貧血などの血球減少も伴う。
異常産生されるグロブリン軽鎖蛋白であるベンズジョーンズ蛋白(BJP)により腎障害もおこる。

## 臨床像

### 骨の痛み
多発性骨髄腫による骨の痛みは脊髄と肋骨にみられることが多く、運動することにより悪化することがある。同じ部分が持続的に痛む場合は、病的骨折を生じている可能性がある。脊椎に病変がある場合は、脊髄圧迫を引き起こす場合がある。
多発性骨髄腫では、増殖した腫瘍細胞によってIL-6 が放出される。IL-6は破骨細胞を活性化する因子(OAF:osteoclast activating factor)としても知られ、IL-6によって活性化された破骨細胞が骨を吸収・破壊するため、多発性骨髄腫に侵された骨をレントゲン撮影すると、骨に穴が開いているように見える(打ち抜き像:"punched-out" resorptive lesions)。また、骨の破壊によって血中カルシウム濃度が高まり、高カルシウム血症や、それに起因する様々な症状が発生する。

### 感染症
多発性骨髄腫患者で発生しやすい感染症に、肺炎・腎盂腎炎・帯状疱疹などがある。肺炎の病原体としては、肺炎連鎖球菌・黄色ブドウ球菌・肺炎桿菌（はいえんかんきん）などがある。腎盂腎炎の病原体としては、大腸菌やグラム陰性細菌などがある。
多発性骨髄腫が発症すると、抗体の製造能力が低下する。そのため、免疫不全が引き起こされ、上記のような感染症のリスクが高まる。

### 腎障害
急性腎不全も慢性腎不全も起こりうる。その一般的な原因としては、高カルシウム血症や、腫瘍細胞から異常産生されるグロブリン軽鎖による腎尿細管障害がある。
その他の原因として、繰り返す腎盂腎炎、腫瘍細胞浸潤などがある。M蛋白のうち軽鎖部分はアミロイドを形成しやすく，腎糸球体へのアミロイド蛋白沈着（アミロイドーシス）による腎障害も起こり得る．
骨髄腫患者の50%以上に腎障害が出現するといわれている．

### 貧血
骨髄腫で認められる貧血は一般的には正球性・正色素性貧血である。骨髄における腫瘍細胞の浸潤とサイトカイン産生により、骨髄での赤血球産生が抑制されておこると言われている。

### 神経症状
よくある問題として、高カルシウム血症による易疲労感・脱力感・意識障害がある。頭痛・視覚障害・網膜症は異常産生されたグロブリン蛋白によって血液の粘稠度が高まることにより生じうる（過粘稠症候群）。腫瘍細胞が脊柱管浸潤に浸潤すると、脊髄圧迫による根性疼痛・膀胱直腸障害がおこり、さらに進行すると麻痺を生ずる。また、アミロイド蛋白の蓄積によって末梢神経障害を生ずることもある（アミロイドーシス）。

## 検査

### 血液検査
- 蛋白分画
- 免疫電気泳動
- 免疫固定法

### 尿検査
- 蛋白尿
- ベンス＝ジョーンズ蛋白
- クレアチニン・クリアランス

### 画像
- X線単純撮影: 骨に「打ち抜き像 (punched out lesion)」と呼ばれる骨融解像がみられる。
- 骨シンチグラフィ
- コンピュータ断層撮影(CT)
- 核磁気共鳴画像法(MRI)

## 診断

### 診断基準
一般的には、2003年6月に「国際骨髄腫作業班（International Myeloma Working Group：IMWG）」が発表した診断指針があり、世界的に広く用いられている。その後2009年4月に更新されている。
- IMWG Criteria

| 疾患                                                          | 診断基準 いずれも3つの項目すべてを満たす |
| ------------------------------------------------------------- | --- |
| 症候性多発性骨髄腫 Symptomatic multiple myeloma               | ①骨髄中単クローン性形質細胞が10%以上 または骨髄生検での形質細胞腫の確認 ②血清または尿中に単クローン性蛋白の確認 ③骨髄関連臓器障害が1つ以上（以下の項目） [C]血中カルシウム(Ca)上昇（血清Ca値 ≧ 10.5mg/dlまたは基準値以上） [R]腎不全（血清クレアチニン(Cr)値 ＞ 2mg/dl） [A]貧血（ヘモグロビン(Hb)値 ＜10g/dlまたは基準値より2g/dl以下） [B]溶骨性病変または骨粗鬆症 |
| MGUS Monoclonal gammopathy of undetermined significance       | ①血清単クローン性蛋白低値 ②骨髄中単クローン性形質細胞が10%未満 ③クローン性形質細胞疾患による末梢臓器障害がない（以下の項目） ・血清Ca、Hb、血清Crが正常値 ・全身X線検査や他の画像検査で骨病変がない ・アミロイドーシスやL鎖沈着病の臨床兆候や検査異常がない |
| くすぶり型または無症候性骨髄腫 Smoldering or indolent myeloma | ①血清中単クローン性蛋白が3g/dl以上 ②骨髄中または骨髄生検での単クローン性形質細胞が10%以上 ③クローン性形質細胞疾患による末梢臓器障害がない（以下の項目） ・血清Ca、Hb、血清Crが正常値 ・全身X線検査や他の画像検査で骨病変がない ・アミロイドーシスやL鎖沈着病の臨床兆候や検査異常がない                                                                               |
| 骨の孤立性形質細胞腫 Solitary plasmacytoma of bone            | ①骨生検において1ヶ所だけに単クローン性形質細胞腫が確認 X線・MRI・FDG-PETにおいて原発部位以外では病変がない 原発病変が関連しても血清ないし尿中のM成分は低値 ②骨髄中に単クローン性形質細胞がない ③他の骨髄腫関連の臓器機能障害がない |

なお最新版は2014年版である。

### 病期分類
2005年に「IMWG」が発表した国際病期分類が広く用いられるようになった。
- IMWG International Staging System：ISS

| 病期(Stage) | 基準(Criteria)                                                       |
| ----------- | -------------------------------------------------------------------- |
| I           | 血清β2ミクログロブリン < 3.5mg/L かつ 血清アルブミン（Alb）≧ 3.5g/dL |
| II          | stageI III以外                                                       |
| III         | 血清β2ミクログロブリン≧5.5mg/L                                       |

注： IIには以下の2つが含まれる。
- 血清β2ミクログロブリン ＜ 3.5 mg/L で血清アルブミン ＜ 3.5 g/dL のもの[21]
- 血清アルブミン値にかかわらず血清β2ミクログロブリン ≧ 3.5 mg/L かつ ＜ 5.5 mg/L のもの[21]

- R-ISS

| 病期(Stage) | 基準                                                                             |
| ----------- | -------------------------------------------------------------------------------- |
| I           | ISS Stage I かつiFISHにてStandard risk CAかつStandard risk CAかつ血清LDH正常範囲 |
| II          | I とIII 以外                                                                     |
| III         | ISS Stage III かつiFISHにてHigh risk CAまたは血清LDH高値                         |

- ISS stageI, II, III に加えて

間期核FISH（iFISH）による染色体異常（CA）
high risk：del（17p）かつ/またはt（4;14）かつ/またはt（14;16）あり
standard risk：high risk CAを認めない
LDH
Normal：血清LDH≦正常上限
High：血清LDH＞正常上限

## 治療
基本的に「症候性多発性骨髄腫」が治療適応である。年齢と状態によって治療方法が選択される。
- 65歳未満：自家造血幹細胞移植（ASCT）＋高用量化学療法（HDT）による寛解導入療法

65歳未満で臓器機能が保たれている初発例の場合、化学療法に加えて自家造血幹細胞移植を行うことが標準治療である。
1 寛解導入療法：以下のいずれかが選択される。
ボルテゾミブ＋デキサメタゾン（BD療法）
レナリドミド＋デキサメタゾン（LD療法）
ボルテゾミブ+レナリドミド+デキサメタゾン（BLD療法）：LD療法と比較して生存期間を延長
ボルテゾミブ＋ドキソルビシン＋デキサメタゾン（BAD療法）
ボルテゾミブ＋シクロホスファミド＋デキサメタゾン（BCD療法）
ボルテゾミブ＋サリドマイド＋デキサメタゾン（BTD療法）：サリドマイドが初回治療について保険適応外。
ビンクリスチン＋ドキソルビシン＋デキサメタゾン（VAD療法）：従来用いられてきたが、新規薬剤の登場により選択されなくなっている。
大量デキサメタゾン療法
2 CPA大量投与＋G-CSFにて末梢血幹細胞採取
3 メルファラン（MEL）大量投与（HDT）
4 自家造血幹細胞移植（ASCT）
移植後の地固め療法や維持療法については有用とする報告があるものの、サリドマイドによる末梢神経障害やレナリドミドによる二次発癌などの問題があるとされる。
- 65歳以上：多剤併用化学療法

従来MP療法やCP療法が用いられていたが，近年ではボルテゾミブ、レナリドミド、ダラツムマブなどを組み合わせた治療法が標準的である．
以下の化学療法が行われ、D-MPB療法およびD-Ld療法の推奨度が高いが、患者の状態に応じてレジメンが選択される。
- D-MPB療法：ダラツムマブ（DARA）+メルファラン（MEL）＋プレドニゾロン（PSL）＋ボルテゾミブ
- D-Ld療法：ダラツムマブ（DARA）+レナリドミド＋デキサメタゾン
- MPB療法：メルファラン（MEL）＋プレドニゾロン（PSL）＋ボルテゾミブ
- MPT療法：メルファラン（MEL）＋プレドニゾロン（PSL）＋サリドマイド
- LD療法：レナリドミド＋デキサメタゾン
- MP療法：メルファラン（MEL）＋プレドニゾロン（PSL）
- CP療法：シクロホスファミド（CPA）＋プレドニゾロン（PSL）
- HD-DEX療法：大量デキサメタゾン（DEX）

以下は分子標的薬を含む、近年に開発された新薬で、旧来の医薬品よりも余命向上が期待され、そのうちいくつかの医薬品は2019年現在では第一選択に使用される。
- サリドマイド（サレド）

催奇形性の薬剤として知られ、日本でも一時承認取り消しになった経緯があるも、有効性が提唱され、再承認された。DEXと併用しTD療法またはMP療法と併用したMPT療法としても奏効率は良好である。再発または難治性の多発性骨髄腫に使用される。
- レナリドミド(レブラミド）

サリドマイドからの誘導体として開発され、催奇形性が少ないと言われている。サリドマイドと同じくDEXやMP療法と併用して投与されることもある。未治療の症例に対しても施行されている。
- ポマリドミド(ポマリスト）

レナリドミドと同じくサリドマイドからの誘導体。再発または難治性の多発性骨髄に用いられる。レナリドミドおよびボルテゾミブの治療歴がある患者が対象とされる。デキサメタゾンと併用される。
- ボルテゾミブ（ベルケイド）

プロテアソーム阻害剤で分子標的治療薬。未治療の症例に対しても施行されている。
- イキサゾミブ（ニンラーロ）

経口プロテアソーム阻害剤。再発または難治性の多発性骨髄腫に用いられる。レナリドミドおよびデキサメタゾンと併用される。
- カルフィルゾミブ（カイプロリス）

プロテアソーム阻害剤で分子標的治療薬。再発または難治性の多発性骨髄腫に用いられる。レナリドミドおよびデキサメタゾンと併用される。または、デキサメタゾンと併用される。
- パノビノスタット（ファリーダック）

ヒストン脱アセチル化酵素（HDAC）阻害剤。再発または難治性の多発性骨髄腫に用いられる。ボルテゾミブおよびデキサメタゾンと併用される。
- エロツズマブ（エムプリシティ）

抗SLAMF7モノクローナル抗体。少なくとも 1 つの標準的な治療が無効または治療後に再発した患者を対象とする。レナリドミドおよびデキサメタゾンと併用される。
- ダラツムマブ（ダラザレックス）

抗CD38モノクローナル抗体。レナリドミドおよびデキサメタゾン、またはボルテゾミブおよびデキサメタゾンと併用される。
- イサツキシマブ（サークリサ）

抗CD38モノクローナル抗体。ポマリドミドおよびデキサメタゾンと併用される。
- ベネトクラクス ABT-199（ベネクレクスタ）

BCL-2阻害薬で、経口剤である。
以下は治験中の医薬品である。治験中であるため、エビデンスは乏しい。
- NK012

DDS医薬品。現在、PhaseIIである。
- selinexor

XPO1阻害剤。日本は、PhaseI。4回以上の治療歴があり、多剤耐性の多発性骨髄腫に対して、米ＦＤＡは2019年7月3日に承認している。
- bb2121

CART-T療法。日本では、PhaseII。
- TAK-573

免疫サイトカイン療法。日本では、PhaseI。
- TAK-079

完全ヒト抗CD38IgG1λ抗体。日本では、PhaseI。

## 歴史

### 19世紀
多発性骨髄腫の第一例目は、1844年 にサミュエル・ソリー (Samuel Solly) が記載した39歳の女性の症例だったとされている。
同じく1844年、ロンドンの内科医ウィリアム・マッキンタイヤー (William McIntyre) は胸背部と腰部の強い疼痛を訴える53歳の男性患者の尿に異常があることに気がついた。彼は内科医で法医学者のヘンリー・ベンス・ジョーンズにこの患者の尿を送り、解析を依頼した。1845年、ジョーンズはこの尿の異常成分が特徴的な熱凝固性を示すアルブミン様の物質であることを発見し、ベンス・ジョーンズ蛋白と命名した。この患者は3か月の闘病後に死亡して病理解剖されたのだが、ジョン・ダルリンプルは腰椎と肋骨を顕微鏡で観察し、血液細胞の約2倍の大きさで卵円形の細胞が存在したことを1846年に発表した。この細胞は後に発見された形質細胞と特徴が一致していた。1850年、マッキンタイヤーはこの疾患をベンス・ジョーンズ型骨髄腫として発表した。
「多発性骨髄腫」という病名が命名されたのは1873年のことだった。ロシアのJ. von Rustizky は病理解剖で骨髄に多発性の腫瘍を確認し、1873年の論文で「多発性骨髄腫」という病名を使用した。

### 20世紀
1930年代に血清や尿タンパク質の電気泳動検査が導入、1950年代には免疫電気泳動法による単クローン性骨髄腫蛋白の同定検査が開発され、多発性骨髄腫の診断技術は著しく進歩した。
1958年、ブローヒン (Blokhin) らはサルコリシンが多発性骨髄腫に有効だと報告した。また、同年にメルファランが開発され、1962年にはカナダのダニエル・バーグセーゲル (Daniel Bergsagel) がメルファランを使用して多発性骨髄腫の初の治療成功例を報告した。その後、シクロホスファミドも有効性が報告された。1969年にはレイモンド・アレクサニアン (Raymond Alexanian) ら がメルファラン単独よりもプレドニゾロンと併用した方が治療効果が高いことを示し、MP療法は標準的な治療法として1990年代まで使われることになった。
1970年代後半からはいくつかの多剤併用療法が考案されたが、1960年代から1990年代初頭まで治療成績はほぼ変化せず、多剤併用化学療法はMP療法より患者の生存期間を延ばすことはできなかった。1984年、Bart Barlogieとレイモンド・アレクサニアンら がVAD療法を報告、MP療法に耐性となった症例などに使用されるようになった。また、1986-1996年には自家末梢血幹細胞移植と大量化学療法を併用する治療法が進展し、MP療法では5%未満だった完全奏効率（腫瘍が完全に消失した患者の割合）は約30%から40%まで上昇した。

### 1990年代以降
1997年、J・フォークマン (J Folkman) はサリドマイドがインターフェロンと共に作用して多発性骨髄腫の細胞増殖を抑制することを報告した。これ以降、新薬の開発が増えサリドマイドと類似した構造をもつ免疫調節薬としてレナリドミドやポマリドミドが開発された。また、プロテアソーム阻害薬であるボルテゾミブやヒストン脱アセチル化酵素阻害薬であるパノビノスタットなども開発された。

## 日本における多発性骨髄腫
MP療法は標準的な治療法として1990年代まで使われていたが、日本ではメルファランが入手困難な時期が続いたためCP療法が行われていた。
1976年、今村幸雄を代表幹事として「骨髄腫治療研究会」が発足した。「日本骨髄腫研究会」の前身となる団体であった。
2013年、日本血液学会は「造血器腫瘍診療ガイドライン」を発刊した。
2016年2月時点で、日本では分子標的薬のうちサリドマイド、レナリドミド、ボルテゾミブ、ポマリドミド、パノビノスタットが承認されている。また、同年9月28日には多発性骨髄腫では初となるモノクローナル抗体エロツズマブも承認された。
2018年、「造血器腫瘍診療ガイドライン」を改訂した。

## 類縁疾患

### 原発性マクログロブリン血症
IgM型免疫抗体産生細胞であるIgM産生B細胞が腫瘍性に増殖する悪性腫瘍。病態は、IgMの増加によって血液の粘りが強くなる過粘稠症候群を起こす。症状は、過粘稠症候群による眼底出血、等がある。検査は、血液検査ではIgMが異常高値を示す。治療は、腫瘍細胞に対してMP療法、CP療法、フルダラビンなどの化学療法を行い、過粘稠症候群に対して血漿交換療法を行う。血漿交換療法は、血液のうち細胞成分を除いた液体部分の成分を交換する治療で、大量のIgMを取り除くことで粘度を正常に戻して症状を防ぐ。

### MGUS
MGUS（エムガス:Monoclonal gammopathy of undetermined significance）は、かつては良性単クローン性ガンマグロブリン血症と呼ばれた疾患である。多発性骨髄腫やアミロイドーシスに移行する場合もある。骨病変、高カルシウム血症など多発性骨髄腫に特有な症状は認められない。BJPを認める症例も極めて稀である。厳重な経過観察が必要である。

### 全身性アミロイドーシス
アミロイドーシス（amyloidosis）とはアミロイドと呼ばれる蛋白が全身の臓器に沈着する疾患である。原発性アミロイドーシスは特定疾患（難病）に指定されており、心アミロイドーシスを合併すると予後は特に不良である。反応性AAアミロイドーシスでは基礎疾患の治療により改善を期待できるが、他の病型では予後を変える治療法はなく、対症療法のみである。近年、全身性(AL型)アミロイドーシスに自家造血幹細胞移植が有効であると報告され、日本においても一部施設で行われている。

## 罹患した有名人
- 小林千登勢
- 加賀八郎
- 幡野広志
- 佐野史郎
- 岸博幸[34]